# StEG II 161–190
Die Dampflokomotiven StEG II 161–190 waren Schnellzug-Schlepptenderlokomotiven der Staats-Eisenbahn-Gesellschaft (StEG), einer privaten Eisenbahngesellschaft Österreich-Ungarns.

## Geschichte
Die StEG ließ 30 Stück dieser als Kategorie Ia bezeichneten Lokomotiven von ihrer eigenen Fabrik als Type 90 bauen.
Geliefert wurden 1886 zehn Stück, 1887 zwei Stück, 1890 zehn Stück und je vier Stück 1895 und 1896.
Im Vergleich zu den Maschinen der Reihe I hatten sie größere Räder und geringe Änderungen beim Triebwerk.
Die Maschinen dieser Reihe waren in Prag und Böhmisch Trübau stationiert.
Nach der Trennung der StEG in den österreichischen und in den ungarischen Teil, verblieben sie im österreichischen Teil (StEG-Reihe 24)
Die Loks wurden 1909 im Zuge der Verstaatlichung der StEG als Reihe 205 bei den k.k. österreichischen Staatsbahnen (kkStB) eingereiht.
Nach dem Ersten Weltkrieg kamen die verbliebenen 29 Maschinen zur ČSD, die aber nur mehr 23 Stück als Reihe 254.3 einordnete.
Die ČSD schied die letzte Vertreterin dieser Reihe 1930 aus.